# Berchidda
Berchidda (im galluresischen Dialekt Bilchidda) ist eine italienische Gemeinde (comune) mit 2584 Einwohnern (Stand 31. Dezember 2023) in der Provinz Nord-Est Sardegna auf Sardinien. Die Gemeinde liegt etwa 31,5 Kilometer südwestlich von Olbia und etwa 14 Kilometer südsüdöstlich von Tempio Pausania.

## Sehenswürdigkeiten und Kultur
Der Dolmen di Monte Acuto liegt auf einer Lichtung, auf einem Hochplateau am Fuße des Monte Acuto, westlich von Berchidda.
Seit 1988 findet in Berchidda jährlich das Jazzfestival Time in Jazz statt. Organisiert wird es vom in Berchidda geborenen Jazztrompeter Paolo Fresu.

## Verkehr
Durch die Gemeinde führt die Strada Statale 597 di Logudoro von Codrongianos nach Olbia (zugleich E 840). Der Bahnhof von Berchidda liegt an der Bahnstrecke Cagliari–Golfo Aranci Marittima.